# Guo Muye
Det här är en artikel om en person med kinesiskt personnamn; Guo är familjenamnet.
Guo Muye, född 8 maj 2008, är en kinesisk konstsimmare.

## Karriär
Vid junior-VM 2024 i Lima tog Guo silver i det tekniska soloprogrammet och brons i det fria soloprogrammet samt guld i det tekniska programmet för mixade par tillsammans med Guo Sitong och silver i det fria programmet för mixade par tillsammans med Zhou Kunyi. Han var även en del av Kinas lag som tog guld i både det tekniska och fria lagprogrammet.
Vid VM 2025 i Singapore tog Guo silver i det fria soloprogrammet.